# Urdenfürggli
Das Urdenfürggli ist ein Alpenpass im Schweizer Kanton Graubünden. Mit einer Scheitelhöhe von 2546 m ü. M. verbindet es via Urdental Tschiertschen sowie Arosa mit Vaz/Obervaz und Parpan.

## Beschreibung
Über das genau zwischen Parpaner Schwarz- und Weisshorn gelegene Urdenfürggli führt ein im Sommer häufig benutzter, markierter Wanderweg. Dieser dient meist auch als südliche An- oder Abstiegsroute zum Schwarzhorn und bietet in Verbindung mit dem Hörnligrat und dem Gredigs Fürggli sommers wie winters eine beliebte Rundtour Hörnlihütte-Lenzerheide-Arosa. Nicht als Urdenfürggli gilt der etwas südlich gelegene, ebenfalls markierte Übergang 2559, der dieselben Gebiete erschliesst und gegenüber dem Hauptpass aus gewissen Richtungen eine Abkürzung darstellt. 

## Geschichte
Das Urdenfürggli war für die seit Anfang des 14. Jahrhunderts in Arosa siedelnden Walser während langer Zeit die schnellste und wichtigste Verbindung zum rätoromanischen Obervaz, zu dem sie kirchlich trotz Sprachbarriere bis zum Bau eines eigenen Gotteshauses in Langwies 1384/85 gehörten. Demgegenüber benutzten die Tschiertscher und Prader den Pass kaum, da die Verbindung über das Churer Joch für sie vorteilhafter war und ist. 
Noch bis in jüngste Zeit waren Spuren eines alten Wegs, der wahrscheinlich für schmale Räderkarren fahrbar war, zwischen Hörnligrat und Urdenfürggli zu erkennen. Unklar ist, ob der früher in Arosa betriebene Bergbau für diesen im Vergleich mit der Carmenna, der Furcletta und der Maienfelder Furgga überdurchschnittlichen Ausbaustandard mitverantwortlich war. 

## Touristische Nutzung

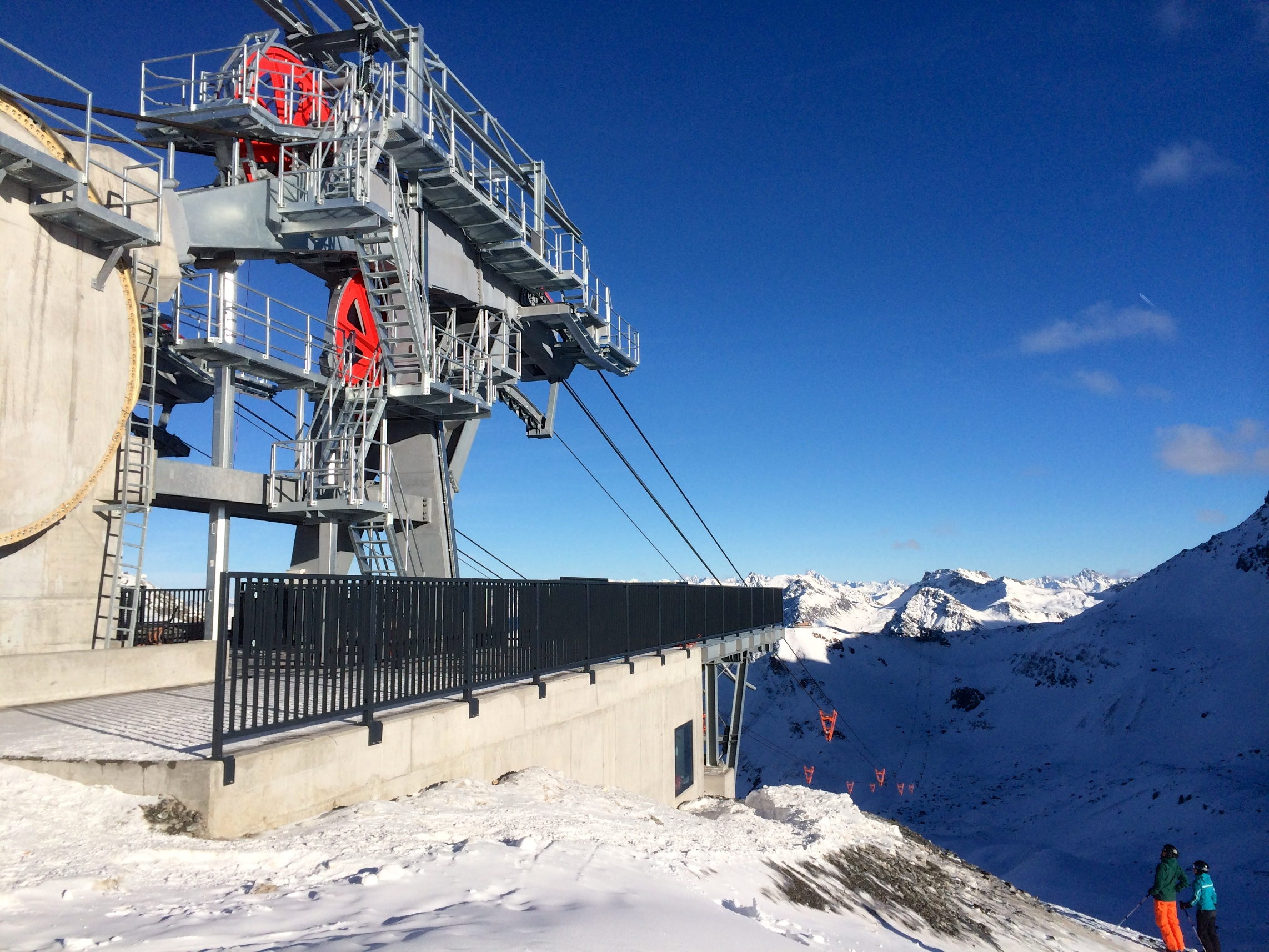
Blick von der Weststation der Urdenbahn Richtung Hörnligrat. Hinten die Aroser Dolomiten

1911 wurde über das Urdenfürggli ein rund ein Meter breiter Reitweg von Arosa zur Lenzerheide und nach Parpan erstellt. Heute wird der Übergang hauptsächlich von Bergwanderern, Mountainbikern und Skitourenfahrern benutzt. Sämtliche Zugänge weisen den Schwierigkeitsgrad T2 auf. Eine Fortsetzung der Schanfiggerstrasse von Arosa zur Lenzerheide sowie eine Planvariante der Arosabahn unter dem Urdenfürggli hindurch wurden nicht realisiert. 
Im Zuge der Skigebietsverbindung Arosa Lenzerheide wurde der Übergang Standort der westlichen Station einer stützenlosen, vom Hörnligrat ausgehenden Verbindungsseilbahn (Urdenbahn). Die Verbindung konnte am 18. Januar 2014 eröffnet werden. Daneben wurde das Urdenfürggli von der Motta her mit einer neuen Sesselbahn erschlossen, welche diejenige zum Schwarzhorn ersetzt. Im sagenumwobenen und geschützten Urdental wurden keine Skipisten oder weitergehenden Liftanlagen erstellt.

## Sportanlass
Ab 2014 war das Urdenfürggli kurzzeitig Durchgangsort des Swiss Irontrail.